# رباط کسکک
رباط کسکک مربوط به دوره صفوی است و در شهرستان تربت حیدریه، بخش مرکزی، روستای کسکک واقع شده و این اثر در تاریخ ۱۰ دی ۱۳۸۱ با شمارهٔ ثبت ۶۸۶۶ به‌عنوان یکی از آثار ملی ایران به ثبت رسیده است.